# Sart-Bernard
Sart-Bernard is een dorp in de Belgische provincie Namen en een deelgemeente van Assesse.
Vanaf de wet van 27 mei 1870, die de gemeente oprichtte, tot 1 januari 1977 was het een zelfstandige gemeente.

## Demografische ontwikkeling
- Bronnen:NIS, Opm:1831 tot en met 1970=volkstellingen, 1976= inwoneraantal op 31 december

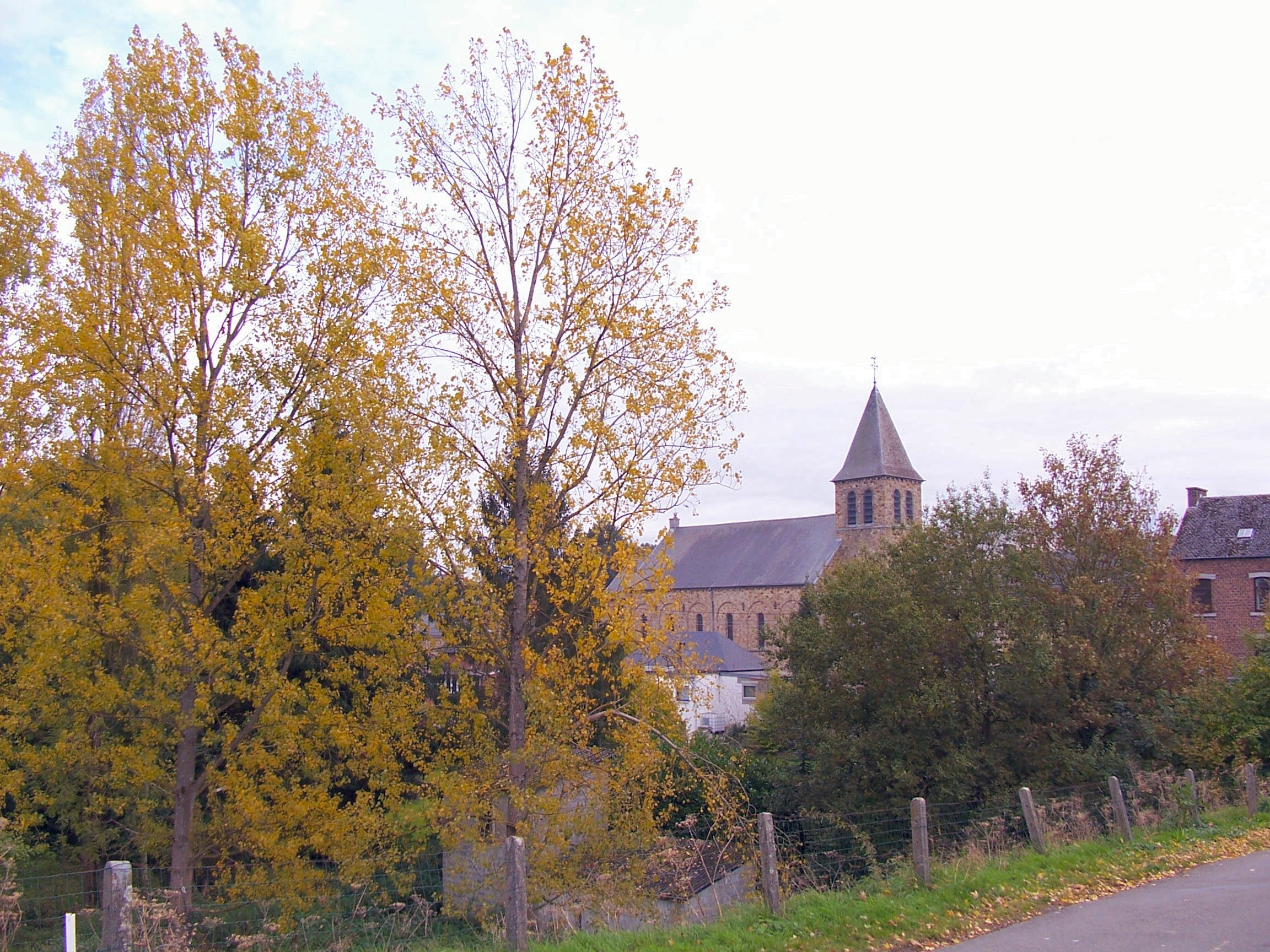
Zicht op Sart-Bernard

## Bezienswaardigheden
De Église Saint-Denis

## Verkeer en vervoer
Ten noordoosten van het centrum loopt de snelweg A4/E411 en parallel de N4 de oude expresweg van Namen naar Bastenaken.
Het Station Sart-Bernard staat langs spoorlijn 162 van Namen naar Aarlen.
Deelgemeenten: Assesse · Courrière · Crupet · Florée · Maillen · Sart-Bernard · Sorinne-la-Longue

Overige dorpen en gehuchten: Ivoy · Mianoye · Trieu

Belgische gemeenten · arrondissement Namen · provincie Namen · Wallonië